# 花生聯合收穫機

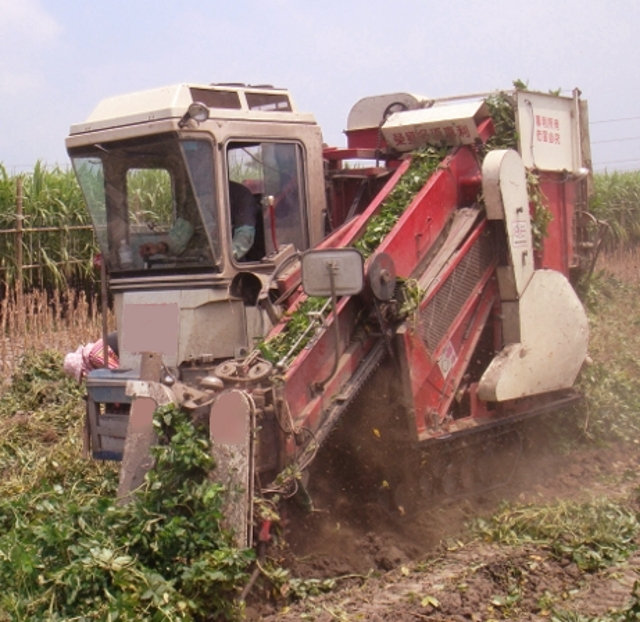
履帶式花生聯合收穫機

花生聯合收穫機（或「花生聯合收割機」，英文：Peanut Combine or Peanut Harvester）為一種專門用於採收花生的農作物收割機械，特指能夠依序完成花生的挖掘、抖土、摘果、清選、集果等工作程序的自動化農業機械。按照傳動系統劃分，花生聯合收獲機可分為輪式和履帶式，若依花生果實收集的方式劃分，則可分為散裝與袋裝兩種。